# La 1-5/18
La 1-5/18, somos uno es una telenovela argentina producida por Pol-ka para eltrece. Está escrita por Lily Ann Martin, Marcelo Nacci y Jessica Valls y dirigida por Jorge Nisco y Alejandro Ibáñez. Está protagonizada por Gonzalo Heredia, Agustina Cherri y Esteban Lamothe. Coprotagonizada por Luciano Cáceres, Lali González, Ángela Leiva, Roly Serrano y Leticia Brédice. Antagonizada por Romina Gaetani, Nico García, Barbara Lombardo, Lucas D'Amario, Rodrigo Pedreira y durante algunos capítulos por Violeta Urtizberea y Agustín Sierra. Cuenta con la actuación de la primera actriz Leonor Manso. 
El estreno de la tira en un principio iba a ser en mayo de 2021; sin embargo, la productora postergó la fecha de estreno al 20 de septiembre.

## Sinopsis
La historia transcurre en la villa 1-5/18, recientemente bautizada como «La Peñaloza», donde conviven vecinos de distintas edades y diversidad sexual que, a pesar de estar privados de algunos derechos y de atravesar la carencia, siempre están dispuestos a colaborar y a luchar por el bienestar de toda la comunidad. Lola (Agustina Cherri) y Rita (Lali González) manejan un comedor comunitario, distribuyendo donaciones y ayudando a quien lo necesita.

## Elenco

### Principal
- Gonzalo Heredia como Bruno Medina
- Agustina Cherri como Lola Vidal
- Esteban Lamothe como Lorenzo Martínez Uria
- Lali González como Rita Arce
- Luciano Cáceres como Sebastián Alvarado
- Romina Gaetani como Miranda Echeverry
- Leonor Manso como Noelia Ceballos
- Leticia Brédice como Viviana Morales
- Bárbara Lombardo como Renata Basualdo
- Violeta Urtizberea como Charo Vidal
- Roly Serrano como Emanuel del Valle
- Felipe Colombo como Ricardo «Ricky» Parodi
- Yayo Guridi como Rogelio Castillo
- Maximiliano Ghione como Fernando «Chacho» Guridi
- Nico García como Lautaro Villalba
- Rodrigo Pedreira como Constanzo «Coti» Martínez Arias
- Ángela Leiva como Gina Berardi
- Ezequiel Cwirkaluk como Marcos «Lomo»
- Gregorio Barrios como Tulio Medina
- Julieta Bartolomé como Roxana «Roxy»
- Lucas D'Amario como Jonathan
- Balthazar Murillo como Matías Alvarado
- Ornella D'Elia como Malena Castillo
- Eliam Pico como Cristian Vidal

### Secundario
- Shirley Briceño como Elena
- Julieta Ruíz como Lucila «Lucy»
- Arturo Bonín como Obispo Ciro Martínez
- Patricio Contreras como Don Luis
- Paul Cruzatt como Wilson
- Romina Escobar como Luisa «Coca»
- Mavy Yunes como Francisca
- Nina Spinetta como Milagros «Mili»
- Agustina Cabo como Nancy Pintos
- Román Almaraz como Walter
- Agustín Sosa como Alan
- Paul Cruzatt como Wilson
- Odón Morán López como Oscar
- Oscar Fernández como Benito «Nito»
- Felipe González Otaño como «El Peque»
- Maximiliano Martínez como «Llavero»

### Participaciones
- Héctor Calori como Padre Antonio
- Luli Torn como Andrea
- Darío Levy como Pedro Luna
- Rafa De Simone como Martín Luna
- Sergio Podeley como Rodrigo Luna
- Renzo Quintanilla como Edison
- Aarón Palomino como Rafael
- Agostina Fabrizio como Candelaria
- Nora Cárpena como Mercedes Arias
- Daniel Toppino como Gutiérrez
- Cristina Tejedor como Paulina
- Facundo Espinosa como Sergio
- Abril Di Yorio como Romina
- Nazarena Vélez como Silvia
- Ariel Pérez de María como Padre David
- Agustín Sierra como Santiago Córdoba
- Agustina Benedettelli como Oficial Linares
- Luciano Cazaux como Pablo
- Mariano Saborido como Dante
- María Fernanda Callejón como Vanesa
- Fabián Arenillas como Cacho
- Mario Moscoso como Mario
- Renata Toscano como Sofia
- Tupac Larriera como Costura
- Victoria Ravecca como Zoe
- Ornella Fazio como Brenda
- Diego Mesaglio como Hoyos

## Producción
En el mes de mayo de 2021, se confirmó que las grabaciones habían comenzado en Buenos Aires bajo los protocolos de sanidad, debido a la pandemia por el COVID-19. La telenovela se filma en un set de los Estudios Baires, donde se armaron réplicas del Barrio 31. Asimismo, varias escenas fueron filmadas realmente en el Barrio 31.

## Premios y nominaciones
| Lista de premios y nominaciones | Lista de premios y nominaciones | Lista de premios y nominaciones | Lista de premios y nominaciones                | Lista de premios y nominaciones | Lista de premios y nominaciones | Lista de premios y nominaciones |
| Año                             | Ceremonia de premiación         | Categoría                       | Nominado/a (s)                                 | Resultado                       | Ref(s)                          |                                 |
| ------------------------------- | ------------------------------- | ------------------------------- | ---------------------------------------------- | ------------------------------- | ------------------------------- | ------------------------------- |
| 2022                            | Premios Martín Fierro           | Mejor ficción                   | La 1-5/18                                      | Ganador                         | [ 6 ]                           |                                 |
| 2022                            | Premios Martín Fierro           | Mejor producción integral       | La 1-5/18                                      | Nominado                        | [ 6 ]                           |                                 |
| 2022                            | Premios Martín Fierro           | Mejor actor protagónico         | Luciano Cáceres                                | Ganador                         | [ 6 ]                           |                                 |
| 2022                            | Premios Martín Fierro           | Mejor actriz protagónica        | Agustina Cherri                                | Ganador                         | [ 6 ]                           |                                 |
| 2022                            | Premios Martín Fierro           | Mejor actriz protagónica        | Lali González                                  | Nominado                        | [ 6 ]                           |                                 |
| 2022                            | Premios Martín Fierro           | Mejor actriz de reparto         | Leticia Brédice                                | Nominado                        | [ 6 ]                           |                                 |
| 2022                            | Premios Martín Fierro           | Mejor actor de reparto          | Roly Serrano                                   | Nominado                        | [ 6 ]                           |                                 |
| 2022                            | Premios Martín Fierro           | Mejor autor / guionista         | Lily Ann Martin, Jessica Valls y Marcelo Nacci | Ganador                         | [ 6 ]                           |                                 |
| 2022                            | Premios Martín Fierro           | Mejor director                  | Alejandro Ibañez y Jorge Nisco                 | Nominado                        | [ 6 ]                           |                                 |
| 2022                            | Premios Argentores              | Mejor telenovela                | La 1-5/18                                      | Ganador                         | [ 7 ]                           |                                 |